# Смолёвка ночецветная
Смолёвка ночецветная (лат. Silene noctiflora) — вид одно- или двулетних травянистых растений семейства Гвоздичные (Caryophyllaceae). В ботанической литературе и интернет-источниках часто встречается под устаревшими синонимичными названиями Melandrium noctiflorum (Дрёма ночная) или Elisanthe noctiflora (Ночецветница ночецветная).

## Ботаническое описание
Однолетнее или двулетнее травянистое растение, покрытое железистыми волосками. Стебель одиночный, прямостоячий или ветвистый, высотой 50-90 см.
Нижние листья вытянутые обратно-яйцевидные, остроконечные, суженые при основании в черешок. Верхние — сидячие, узко-ланцетные или продолговатые.
Немногочисленные клейстогамные цветки собраны в рыхлый полузонтик с удлиненными супротивными веточками. Раскрываются в ночное время, обладают выраженным ароматом. Чашечка трубчато-коническая, 2-2,5 см длиной и 8-9 мм шириной. Лепестки серовато-белые или розовые, в 1,5 раза длиннее чашечки, с клиновидным ноготком и до половины или более двураздельные.
Плод — коробочка яйцевидной формы, практически сидячая, без перегородок. Семена мелкие 0,8-1,5 мм в диаметре, многочисленные, коричневые, мелко-бугорчатые.
Число хромосом 2n = 24.

## Распространение и экология
Природный ареал охватывает Скандинавию, среднюю и атлантическую части Европы, Средиземноморье. В России встречается в Европейской части, на Кавказе, Западной Сибири. Вид включен в ботанический атлас растений Ленинградской области.
Встречается на полях, песках и галечниках, на степных склонах, лесных полянах, в населенных пунктах и вдоль дорог.

## Хозяйственное значение
- Сорное растение, засоряющее посевы масличных культур[4].

## Классификация

### Таксономия
Silene noctiflora L., 1753, Sp. Pl. : 419
Вид Смолёвка ночецветная относится к роду Смолёвка (Silene) семейства Гвоздичные (Caryophyllaceae) порядка Гвоздичноцветные (Caryophyllales). Кладограмма в соответствии с Системой APG IV по состоянию на декабрь 2023 года:
|  |                                      |  |                                   |                                   |                      |  | ещё 40 семейств | ещё 40 семейств |                      |  |  |  | еще 485 подтвержденных видов и 1 143 вида, ожидающих подтверждения |
|  |                                      |  |                                   |                                   |                      |  | ещё 40 семейств | ещё 40 семейств |                      |  |  |  | еще 485 подтвержденных видов и 1 143 вида, ожидающих подтверждения |
|  |                                      |  |                                   | порядок Гвоздичноцветные          |                      |  |                 |                 | род Смолёвка         |  |  |  |                                                                    |
|  |                                      |  |                                   | порядок Гвоздичноцветные          |                      |  |                 |                 | род Смолёвка         |  |  |  |                                                                    |
|  | отдел Цветковые, или Покрытосеменные |  |                                   |                                   | семейство Гвоздичные |  |                 |                 | Смолёвка ночецветная |  |  |  |                                                                    |
|  | отдел Цветковые, или Покрытосеменные |  |                                   |                                   | семейство Гвоздичные |  |                 |                 |                      |  |  |  |                                                                    |
|  |                                      |  | ещё 63 порядка цветковых растений | ещё 63 порядка цветковых растений |                      |  |                 | еще 97 родов    | еще 97 родов         |  |  |  |                                                                    |
|  |                                      |  |                                   | ещё 63 порядка цветковых растений |                      |  |                 |                 | еще 97 родов         |  |  |  |                                                                    |

### Синонимы
- Cucubalus noctiflorus Mill.
- Elisanthe noctiflora Rupr.
- Lychnis noctiflora Schreb.
- Melandrium noctiflorum (L.) Fr.
- Saponaria noctiflora Fenzl ex Nyman
- Silene dichotoma Gilib.